# Imperio español en Europa

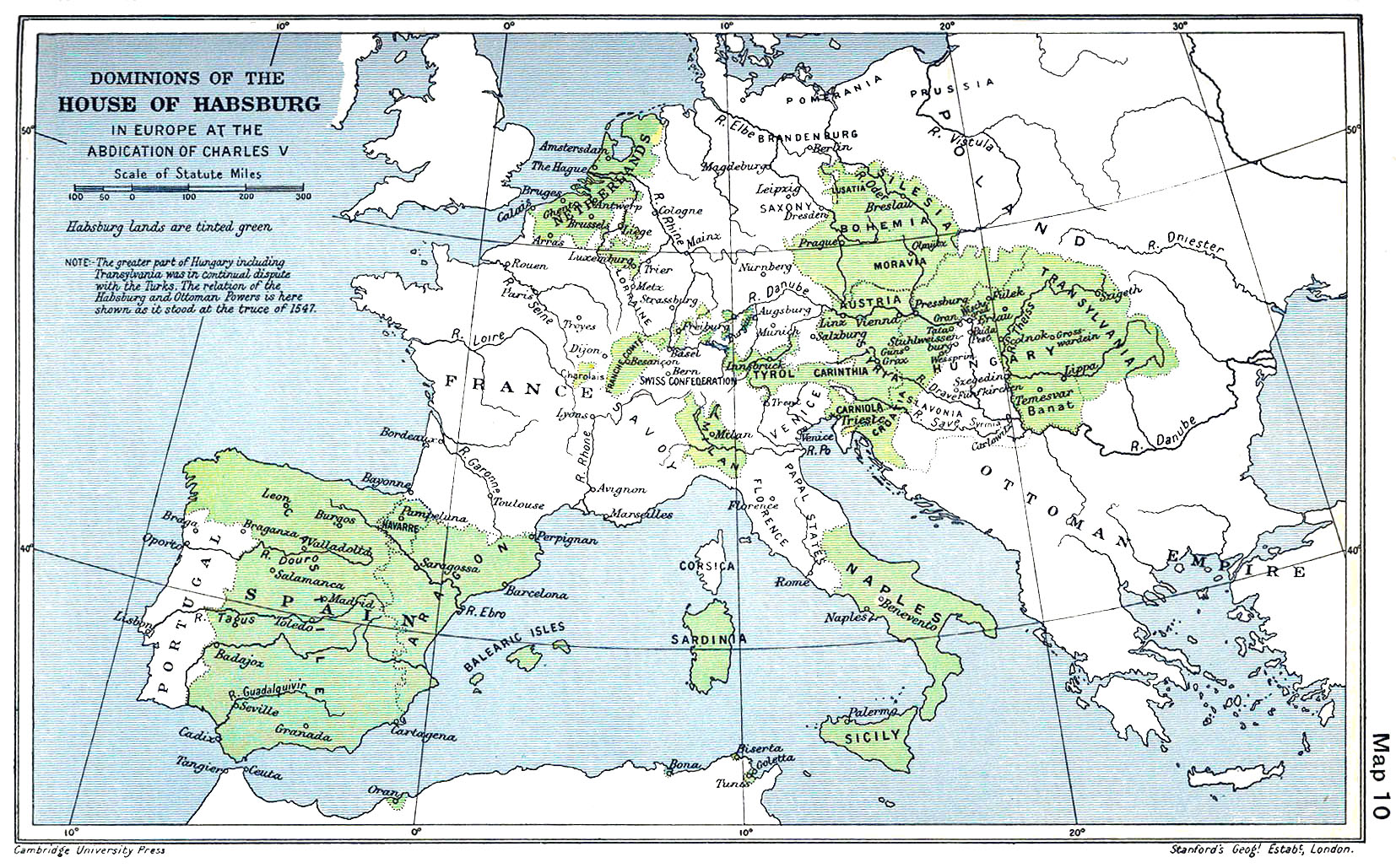
Mapa de los dominios de los Habsburgo en Europa tras la Batalla de Mühlberg en 1547.

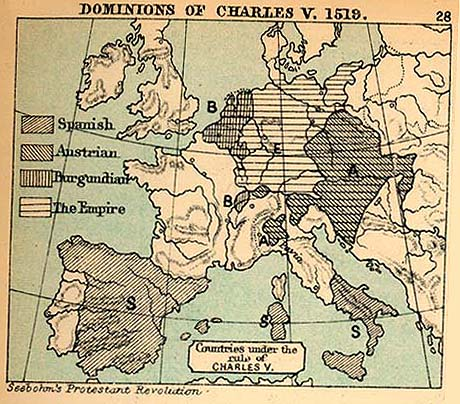
Territorios controlados por Carlos I en 1519.

El Imperio español en Europa comprendía algunos territorios por el continente europeo, en la que comprendía los antiguos Países Bajos Españoles (Países Bajos, Bélgica, Luxemburgo, norte de Francia y una pequeña parte de Alemania), algunos territorios del sur y oeste de Francia, algunos territorios del norte y el sur de Italia, Andorra y Portugal, este último donde el trono portugués fue retenido por los reyes Habsburgo de España. Periodo que marcó el fin del I Imperio Portugués al establecerse la Unión Ibérica (o Unión de las Coronas), o según definición de la época "Unión de los reinos españoles", o de España (siendo los reinos españoles la Corona de Aragón, Castilla y Portugal) desde 1580 hasta 1640. Portugal siendo un territorio anexado al Imperio español, todos los territorios del Imperio portugués fueron gobernados por España durante la dinastía filipina.
El dominio del Imperio español sobre algunos territorios de otros países europeos, se debió por distintas circunstancias. Uno de ellos fue por el avance de la reforma protestante, como España se mantuvo fiel al catolicismo durante el reinado de los Reyes Católicos durante el siglo XVI y como una potencia colonizadora, es donde se originó la contrarreforma con Ignacio de Loyola, fundador de la orden religiosa de la Compañía de Jesús. También fue por algunos intereses, como en lo social, lo político, y económico, similar ocurrido con la colonización de América, Filipinas, Guinea Ecuatorial, las Islas Marianas, las Carolinas y entre otros.
La mayoría de los antiguos territorios españoles por Europa, se perdieron como resultado del tratado de Utrecht.

#### La Corona de Aragón
La formación de la Corona de Aragón se remonta a la unión dinástica entre el reino de Aragón y el condado de Barcelona.
Tras la muerte sin descendencia de Alfonso el Batallador el año 1134, durante el sitio de Fraga, su testamento cedía sus reinos a las órdenes militares del Santo Sepulcro, del Hospital de Jerusalén y de los Templarios. Ante este hecho insólito, los habitantes de Navarra, que en aquel momento formaba parte de las posesiones del rey de Aragón, proclamaron rey a García V Ramírez y se separaron definitivamente de Aragón. En este contexto, los nobles aragoneses tampoco aceptaron el testamento y nombraron nuevo rey a Ramiro II el Monje, hermano de Alfonso, y que era entonces obispo de Roda-Barbastro. Ante esta situación, Alfonso VII de León aprovechó para reclamar derechos sucesorios sobre el trono de Aragón, mientras que García V manifestaba sus aspiraciones y el Papa exigía el cumplimiento del testamento.

#### Reino de Castilla
También surge con el Condado de Castilla, que fue un área geográfica que formaba parte del Reino de León, hasta que tomó forma de un Estado autónomo (en 933 d. C.), que un siglo después pasó a ser el Reino de Castilla (en 1065).
Fue repoblado por personas procedentes de diversos pueblos (leoneses, godos, astures, vascones, cántabros, mozárabes...). Residentes en un primer momento en Vizcaya, los movimientos de los vascones hacia el oeste (que huían del hostigamiento de los francos) obligaron a los autrigones y a los bárdulos a desplazarse hacia el oeste, a un lugar tradicionalmente llamado desde entonces Bardulia y conocido anteriormente como Autrigonia. Desde allí se dirigieron progresivamente hacia el sur, ocupando los territorios que luego formaron parte del Reino de Castilla.

## Casa de Austria
En la Casa de Austria, la Monarquía Hispánica —o Monarquía Católica— fue durante toda esa época la mayor potencia de Europa. Durante los llamados Austrias mayores —Carlos I y Felipe II—, alcanzó el apogeo de su influencia y poder. La herencia territorial de Carlos I, procedente de los Habsburgo —Países Bajos y Condado de Borgoña en 1506— y de los Trastámaras —Coronas de Aragón y Castilla en 1516—, junto con la conquista de América, conformó la base de lo que se conoce como Imperio español. 
Sin embargo, los reinados de los llamados Austrias menores —Felipe III, Felipe IV y Carlos II—, coincidentes con lo mejor del Siglo de Oro de las artes y las letras, significaron la «decadencia española»: la pérdida de la hegemonía europea y una profunda crisis económica y social. En la segunda mitad del siglo xvii, los españoles fueron sustituidos en la hegemonía europea por la Francia de Luis XIV.

## Reino de Nápoles
El Reino de Nápoles fue un reino del sur de Italia peninsular que durante un período de su historia perteneció a la Monarquía Hispánica, y, en  épocas anteriores, estuvo unido con el Reino de Sicilia.  
En 1442, Alfonso V, rey de Aragón, en calidad de hijo adoptivo de la reina Juana II de Nápoles, conquistó el reino, que, a diferencia de Sicilia,  había quedado hasta entonces como dominio de la dinastía Angevina, desde el año 1266. A partir de mediados del siglo XV, el Reino de Nápoles estuvo en poder de la Corona de Aragón, de la Corona de Francia (durante un breve periodo), de la Monarquía Hispánica y de los Habsburgo de Austria, y finalmente fue independiente bajo la dinastía Borbón-Dos Sicilias, desde 1734 hasta 1861, año en que fue incorporado a la Italia unificada.
El Reino de Nápoles se fundó tras las Vísperas sicilianas, en 1282, bajo la dinastía Angevina, como resultado de la partición, incluyente todas las tierras  peninsulares, del anterior Reino de Sicilia. Su nombre oficial era Regnum Siciliae citra Pharum, es decir, "Reino de Sicilia en el estrecho de Mesina" (Sicilia "Aquende" o "peninsular"), en oposición a la propia isla de Sicilia, llamada Regnum Siciliae ultra Pharum, o sea, "Allende el estrecho de Mesina" (Sicilia "ulterior" o "insular").

## El Imperio portugués
El Imperio portugués pasó a pertenecer a la Monarquía Hispánica durante el reinado de Felipe II y se separó en el reinado de Felipe IV (1580-1640). Tras formarse la Era de los descubrimientos, durante la cual ocupó un lugar predominante conjuntamente con el Imperio español, siendo una de las más poderosas potencias de la época. Los enemigos de España, tales como los Países Bajos, Francia e Inglaterra, codiciaron sus riquezas ultramarinas, y en muchos casos encontraron más fácil atacar los puestos portugueses pobremente defendidos que los españoles, principalmente las Provincias Unidas de los Países Bajos; España también ejerció una política de abandono de las capitanías portuguesas que ahora controlaba. Aunque las colonias holandesas en Brasil fueron borradas, en el siglo XVII, los holandeses pudieron ocupar Ceilán, el cabo de Buena Esperanza, y las Indias Orientales y a encargarse del comercio con Japón en Nagasaki. Los territorios del Pacífico de Portugal fueron reducidos a las bases en Macao y Timor Oriental.

## La invasión española a Gran Bretaña
Tras el saqueo de Cádiz de 1596, el rey Felipe II tomó en consideración la defensa de la península y en vengar el ultraje enviando una armada para invadir Inglaterra en 1597, contando con la ventaja de tener puertos en la orilla francesa del Canal de la Mancha. El 17 de octubre de 1597, a los tres días de navegación con buen tiempo, llega la flota al Canal de la Mancha. Tras avanzar hacia las costas inglesas sin encontrar oposición, donde hubo un fuerte temporal y se dio la orden de dispersar la flota, si bien en esta ocasión no se produjeron los catastróficos resultados de 1588. Aun así, siete barcos llegaron a tierra en las proximidades de Falmouth, desembarcando a 400 soldados de élite que se atrincheraron esperando refuerzos para marchar sobre Londres. Después de dos días de espera en los que las milicias inglesas no se atrevieron a hostigarlos, recibieron la orden de embarcar, pues la flota se había dispersado irremediablemente, regresando a España sin ningún contratiempo.

## Territorios del Imperio español por Europa
A partir de los Decretos de Nueva Planta se podrá pasar a hablar de un Reino de España como un Estado propiamente dicho en lugar de una serie de territorios mantenidos juntos mediante una serie de relaciones de vasallaje y uniones dinásticas. Este nuevo Estado vendrá a estar compuesto por la Corona de Castilla y los territorios aragoneses en la península ibérica y Baleares.
- Corona de Castilla (1479-1715): en unión dinástica con la Corona de Aragón hasta la promulgación de los Decretos de Nueva Planta (1707-1716) de Felipe V, cuando dejarían de ser entidades separadas en una unión dinástica y pasarían a formar un Estado centralizado. Estaba formada por los modernos territorios de Castilla y León, Castilla-La Mancha, Madrid, Extremadura, Andalucía, La Rioja, País Vasco, Galicia, Asturias, Cantabria y Región de Murcia en la España peninsular, además de las islas Canarias en el Atlántico y el enorme imperio colonial castellano en América, Asia, Oceanía y el norte de África. Gibraltar se perdería a los británicos en 1713.
  - Reino de Navarra (1512-1715): conquistado en 1512 (excepto la Baja Navarra, en el actual País Vasco francés, que fue abandonada definitivamente en 1530), pasó a formar parte de la Corona de Castilla manteniendo su propio sistema jurídico y financiero, lo que no sería revocado hasta finales del siglo XIX, con la tercera guerra carlista.
- Corona de Aragón (1479-1715): en unión dinástica con la Corona de Castilla hasta la promulgación de los Decretos de Nueva Planta (1707-1716) de Felipe V, cuando dejarían de ser entidades separadas en una unión dinástica y pasarían a formar un Estado centralizado. Estaba formada por los modernos territorios de Aragón, Cataluña, Valencia, Baleares en España, Rosellón en Francia, Cerdeña, Sicilia, el sur de la península itálica, la isla de Elba y sus cercanías en Italia, y Malta y Andorra.
  - Reino de Aragón (1479-1707): correspondiente con la actual comunidad autónoma española de Aragón.
  - Reino de Valencia (1479-1707): estaba conformado por la actual comunidad autónoma española de Valencia.
  - Reino de Mallorca (1479-1715): formado por la actual comunidad autónoma española de las Islas Baleares, si bien la isla de Menorca fue conquistada por los británicos en 1713.
  - Condado de Barcelona (1479-1714): conformado por la actual comunidad autónoma española de Cataluña, además del territorio francés Rosellón (perdido en 1659 a excepción de la villa de Llivia) y Andorra entre 1512 y 1513.
  - Reino de Cerdeña (1479-1714; 1717-1718): formado por la isla de Cerdeña.
  - Reino de Sicilia (1479-1714): constituido por las islas de Sicilia y Malta (esta última donada a los Caballeros Hospitalarios en 1530).
  - Reino de Nápoles (1504-1714): consistía en el sur de Italia y el Estado de los Presidios (1557-1707).
- Reino de Portugal: (1580-1640): formado por el actual Portugal (a excepción de los municipios de Olivienza y Hermisende) y por todos los territorios del imperio portugués, (aunque las Azores no fueron subyugadas hasta 1583). Pasó a formar parte de la Monarquía española durante la época de la Unión Ibérica.
- Países Bajos españoles (1506-1714): los actuales países de Bélgica, Luxemburgo y Países Bajos, y parte de los territorios del actual norte de Francia, como Artois, Ardenas, Mosela, Norte-Paso de Calais, y parte occidental de Alemania como Bitburg-Prüm. Tradicionalmente se considera a los Países Bajos como parte del Imperio español[3][4] (tesis mayoritaria en España y los Países Bajos entre otros); pero existen autores como Henry Kamen (2005, p. 46) para quienes esos territorios nunca se integraron en el Imperio español, sino en las posesiones personales de los Austrias. En 1581 la mitad norte protestante de los Países Bajos anularon su relación de vasallaje con Felipe II y proclamaron la independencia como las Provincias Unidas, mientras que el sur católico permaneció en manos españolas hasta 1714.
- Franco Condado (1556-1678) y Charolais (1556-1684): en la zona centro-oriental de Francia.
- Ducado de Milán (1535 de facto/1559 de jure-1715): también conocido como el Milanesado, se encontraba en el norte de Italia, en la región de Lombardía. Fue anexionado por Carlos I militarmente.
  - Marquesado de Montferrato (1533-1536): en el noroeste de Italia, bajo ocupación militar española.
  - Marquesado de Finale (1602-1707): ubicado en Liguria, norte de Italia. Felipe II adquirió los derechos feudales del territorio.
  - República de Siena (1555-1557): en la costa centro-occidental de Italia. Ocupada militarmente antes de ser cedida a los Médici de Florencia como pago de las deudas contraídas por la corona española.